# Вімана

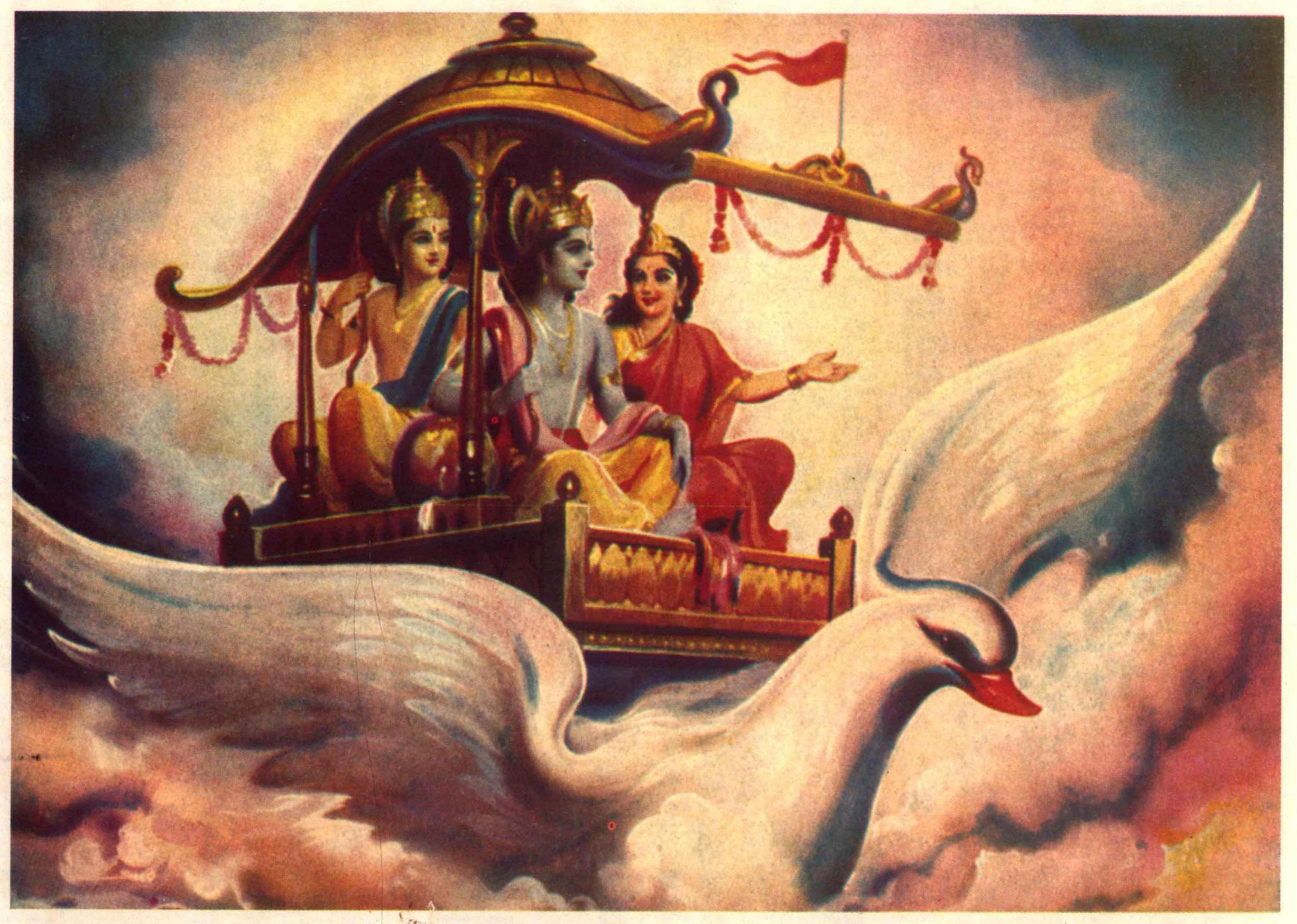
Вімана на ілюстрації до Рамаяни

Віма́на (санскр. विमान vimāna IAST) — предмети в давньоіндійській літературі, призначені для перенесення персонажів по повітрю. На відміну від вахан, описуються як неживі предмети: палаци, кораблі, колісниці. В перекладі зі санскриту епітет «вімана» (विमान) означає «виміряний, протяжний».
Образ вімани сходить до небесної колісниці Індри та інших арійських божеств, які згадуються у «Ведах» і мають паралелі в міфології греків (колісниця Геліоса), германців (Сонячний візок) та інших індоєвропейських народів. Бгактіведанта Свамі Прабхупада називав вімани «духовними літаками».

## Згадки віман

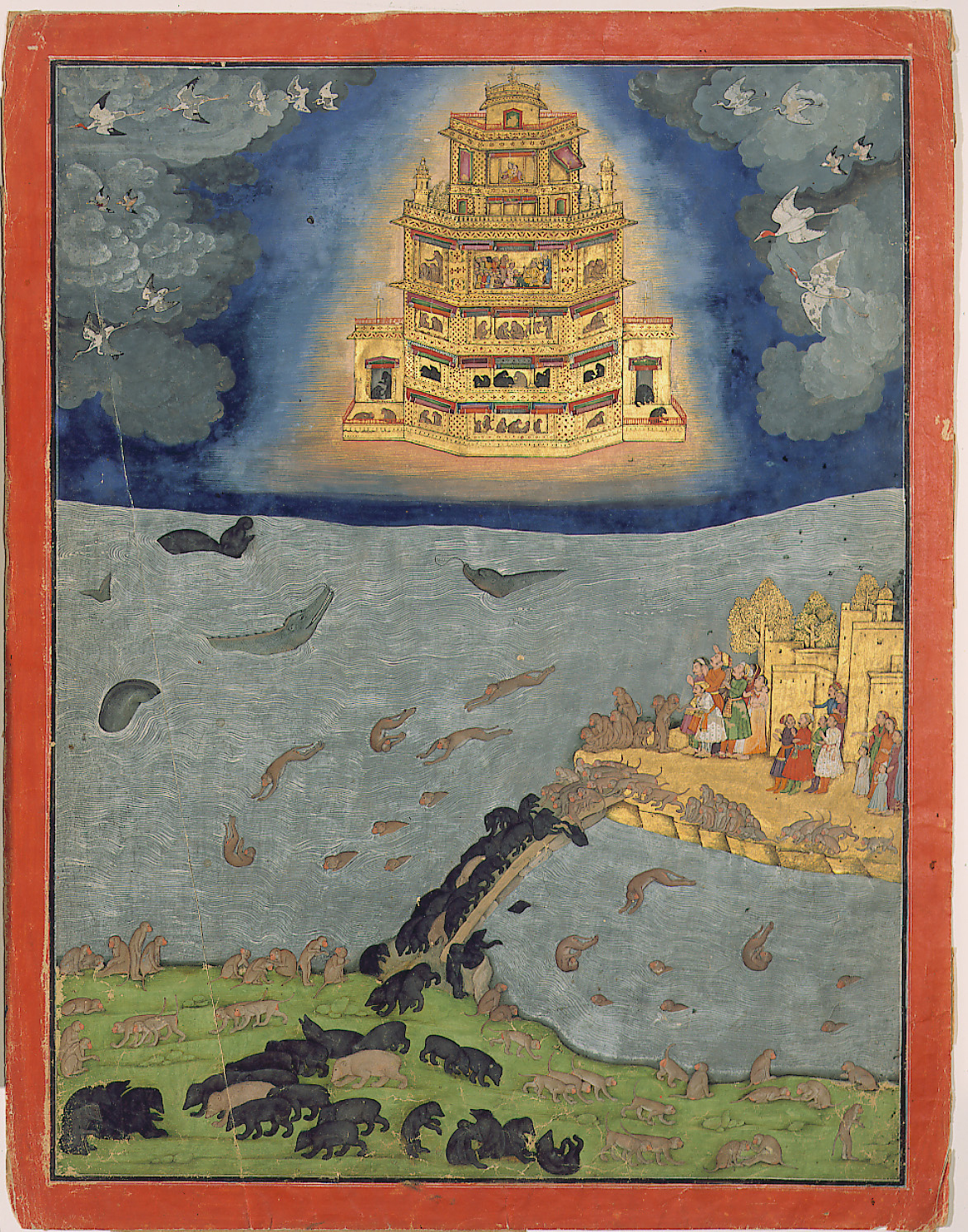
Вімана Равани

### У священних текстах
У ведичній літературі зустрічається багато згадок про суто спіритуалістичні вімани, що походять з Ваїкунтхі. 
Хоча ці вімани часто порівнюють з лебедями, або ж про них говориться, що вони за формою схожі на лебедів, але насправді мова йде про літаючі споруди, створені з перлин чінтамані, і вони рухаються силою чистої свідомості.
Основні характеристики віман з Ваїкунтхі наводяться в переказі про звільнення царя на ім'я Дгурві з рабства в матеріальному світі. Ось опис того, як такий корабель з'явився перед Дгурві під час його смерті:
На цьому літаку Магараджа Дгрува побачив двох прекрасних помічників Господа Вішну. У них було по чотири руки і сяючі чорні тіла, вони були надзвичайно молоді, а очі їх нагадували червонуваті квіти лотоса. У руках вони тримали кийки і були одягнені в дуже красиві шати. На головах у них були шоломи, а тіла прикрашені намистом, браслетами та сережками.
Перед тим, як зійти на віману, цар отримав духовне тіло або сіддха-діва. Це нетлінна тілесна форма, що складається з духовної енергії і пристосована для життя в атмосфері Ваїкунтхі. Подорож Дгурви на вімані описується таким чином:
Так Магараджа Дгурва минув сім планет великих мудреців, відомих як саптаріші. За межами цієї області він досяг трансцендентального стану вічного життя на планеті, де живе Господь Вішну.
У «Ріг-веді» (I 164, 48) дається такий опис, що є одночасно алегорією року: «Косяків дванадцять, колесо одне, /Три маточини — хто ж це осягне? /У ньому укріплені разом кілочки, /Наче триста шістдесят рухомих і (одночасно) нерухомих».
У «Магабгараті» повідомляється, що чотириколісна вімана Майасури мала дванадцять ліктів у довжину і використовувалася царем для метання палаючих снарядів. Коли під час переслідування Крішною свого суперника колісниця останнього стала невидимою для погляду, Крішна все-таки вразив суперника, визначивши траєкторію руху вімани за звуком. Виготовлювачами віман в тексті названий «всезнаючий народ Йона» (стародавні греки). У поемі говориться, що повалені герої падають зі своїх коней і слонів, «як мешканці неба падають вниз зі своїх віман, коли вичерпається їх блага заслуга».
У «Рамаяні» вімана Равани іменується Пушпакою («заквітчана»). Ця «чудова повітряна колісниця» нагадує Сонце або хмару, що блищать в небесній висі. Вона здатна домчати власника в будь-яку точку землі та неба. Виробником колісниці названо царя асурів Майясуру, а її першим володарем — бога багатства Куберу.

### У художніх текстах
У 13-й пісні поеми Калідаси «Рід Рагху» описаний той же сюжет, що й у Рамаяні. Рама, здобувши перемогу над Раваною і повернувши собі Сіту, на небесній колісниці Пушпаці разом з дружиною повертається на батьківщину. Калідаса використовує цей сюжет, щоб описати Південну Індію з висоти пташиного польоту:
Води Гангу, побачені з висоти, поет порівнює то з намистом із перлів і смарагдів, то з гірляндою з білих і блакитних лотосів, то з візерунком з листя на підлозі.
У сьомій дії драми Калідаси «Шакунтала» описується, як візничий Індри мату і цар Душьянта подорожують на летючій колісниці. Спершу вона летить понад хмарами, але коли починає зниження, автор підкреслює, що вона проходить через дощові хмари і колеса покриваються бризками.
Після цього автор відзначає «м'яку посадку» колісниці Індри, яке навіть не помітив Душьянта. Як відзначає філолог Б. Захар'їн, це опис «вражає точністю чисто технічних деталей, доступних, здавалося б, лише сучасному пілотові!» В. Г. Ерман ж вигукує:"відчуття польоту, здається, живе в душі поета. Описи ці так яскраві і зримо, що можна уявити, ніби йому самому доводилося літати по повітрю і дивитися на землю з величезної висоти".
У поемі Сомадеви (XI століття) «Океан сказань», як зазначає філолог І. Д. Серебряков,"розповідається про повітряні кораблі, що рухаються за допомогою механічних двигунів і покривають великі відстані з величезною швидкістю. Вони мають круглу форму, подібні до квітки лотос , використовуються для різноманітних цілей, в тому числі, наприклад, для перекидання слонів". Крім цього, в поемі присутні і такі казкові елементи: як літаючі слони або колісниця Брахми, запряжена лебедями.
Основні згадки «повітряних кораблів» в поемі наступні:
- На кораблі подорожує Сомапрабха, дочка асури Майя, в інше місто до своєї подруги Калінгасени, а потім допомагає їй знайти чоловіка (с.88, 93).
- Раджа Гемапрабга будує такий корабель і використовує його, щоб доставити дочку до зятя (с.122).
- Раджьядхара будує корабель, щоб допомогти царевичу Нараваханадатті перелетіти через океан і знайти на острові Карпурасамбхава свою наречену (с.151).
- Зодчий Майя вчить мистецтву створювати кораблі царевича Сурьяпрабгу, який за допомогою корабля «Бгутасана» знаходить наречену і здійснює ряд подорожей (с.155, 158, 181, 185).
- Коли Сурьяпрабха воює з раджею Шруташарманом, у якого в армії є слони, він також наказує доставити на повітряних кораблях слоняче військо (с.192).
- Коли починається запекла битва, Сурьяпрабга наказує перекинути повітрям своєму союзнику Прабгасі загін колісниць (с.199).
- Древній цар Пушкаракша отримує в подарунок від Ранкумаліна літаючого воза, і завдяки йому, як говорить поема, підкорює «всю землю, оточену чотирма океанами» (с.257).
- Шива дарує царевичу Нараваханадатті побудований самим Брахмою повітряний корабель «Падма». З його допомогою герой подорожує в місто Вакрапуру до своєї нареченої (с.355). Коли його військо вирушає в похід, він на кораблі, «помістивши дружин у його тичинках, а міністрів і друзів — у пелюстках», супроводжує військо (с.360, 362).
- Цю ж божественну колісницю його батько Удаяна використовує для повернення на батьківщину (с.380).

## Вімани в паранауці

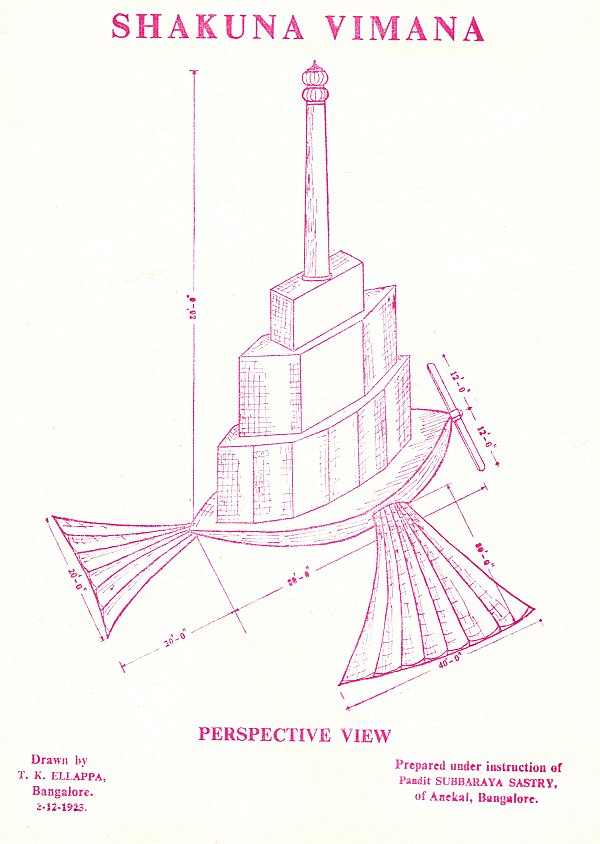
Інтерпретація вімани для "Віманіка-шастри", малюнок 1923 р.

Індійський індолог та історик Вішнампет Дікшітар у своїй книзі «Warfare in Ancient India» («Війни в Стародавній Індії») говорить про використання віман в староіндійських війнах і стверджує, що вімани зовсім не були міфічними об'єктами, але реально існуючими літальними апаратами, «внеском Індії в розвиток науки аеронавтики».
У 1952 році в Індії академік Джозер з Міжнародної академії санскриту в Майсурі опублікував англійською текст «Віманіка-шастра», що видається за древній посібник з аеронавтики і приписується мудрецеві Бгарадваджі. Це начебто 1/40 від його повного тексту «Янтра Сарваса», складена на основі двох рукописів 1919 та 1944 років. Дослідники аеронавтики зауважують, що описані там літальні апарати, за винятком Рукма-вімани, що втягує повітря вгорі та випускає його знизу, не здатні літати. Згідно з Браяном Даннінгом, американським письменником-скептиком, автором подкасту «Skeptoid», «Віманіка-шастра» ймовірно є підробкою.